# Halifax Mooseheads
Halifax Mooseheads je kanadský juniorský klub ledního hokeje, který sídlí v Halifaxu v provincii Nové Skotsko. Od roku 1994 působí v juniorské soutěži Quebec Major Junior Hockey League. Své domácí zápasy odehrává v hale Halifax Metro Centre s kapacitou 10 595 diváků. Klubové barvy jsou zelená, bílá a červená.
Nejznámější hráči, kteří prošli týmem byli např.: Ramzi Abid, Alex Tanguay, Jakub Voráček, Brad Marchand, Milan Jurčina, Ladislav Nagy, Martin Frk, Jean-Sébastien Giguère, Petr Vrána nebo Filip Zadina.

## Úspěchy
- Vítěz Memorial Cupu ( 1× )
  - 2013
- Vítěz QMJHL ( 1× )
  - 2012/13

## Přehled ligové účasti
Zdroj: 
- 1994–1999: Quebec Major Junior Hockey League (Diliova divize)
- 1999–2000: Quebec Major Junior Hockey League (Námořní divize)
- 2000–2001: Quebec Major Junior Hockey League (Atlantická divize)
- 2001–2003: Quebec Major Junior Hockey League (Námořní divize)
- 2003–2005: Quebec Major Junior Hockey League (Atlantická divize)
- 2005–2008: Quebec Major Junior Hockey League (Východní divize)
- 2008–2010: Quebec Major Junior Hockey League (Atlantická divize)
- 2010– : Quebec Major Junior Hockey League (Námořní divize)